# Multazim
Multazim był to w nowożytnym Egipcie dzierżawca ziemski w systemie iltizamu. Multazim był zobowiązany do poboru podatków od podległych sobie fellahów płacąc wcześniej do skarbu państwa opłatę ryczałtową. Po śmierci tego poborcy podatkowego jego włości sprzedawano na aukcji lecz wraz ze wzrostem potęgi mameluków dobra stawały się dziedziczne. Na początku XIX wieku multazimów w Egipcie było około 6000.